# Tobacco Road
Tobacco Road (bra: Caminho Áspero; prt: A Estrada do Tabaco) é um filme estadunidense de 1941,  dirigido por John Ford, estrelado por Charley Grapewin, Marjorie Rambeau, Gene Tierney, William Tracy e Dana Andrews. Foi baseado no romance de mesmo nome por Erskine Caldwell, mas o enredo foi reescrito para o filme.
Tobacco Road é uma adaptação da peça que causou escândalo na Broadway, onde ficou em cartaz por sete anos. Porém o cinema tem seus códigos de moralidade, e o retrato realista da vida miserável dos camponeses da Geórgia teve de ser cortado.

## Elenco
- Charley Grapewin ..... Jeeter Lester
- Marjorie Rambeau ..... irmã Bessie Rice
- Gene Tierney ..... Ellie May Lester
- William Tracy ..... Dude Lester
- Elizabeth Patterson ..... Ada Lester
- Dana Andrews ..... capitão Tim Harmon
- Ward Bond ..... Lov Bensey
- Grant Mitchell ..... George Payne
- Zeffie Tilbury ..... avó Lester